# ニコラウス・ヨハン・ヴァン・ベートーヴェン

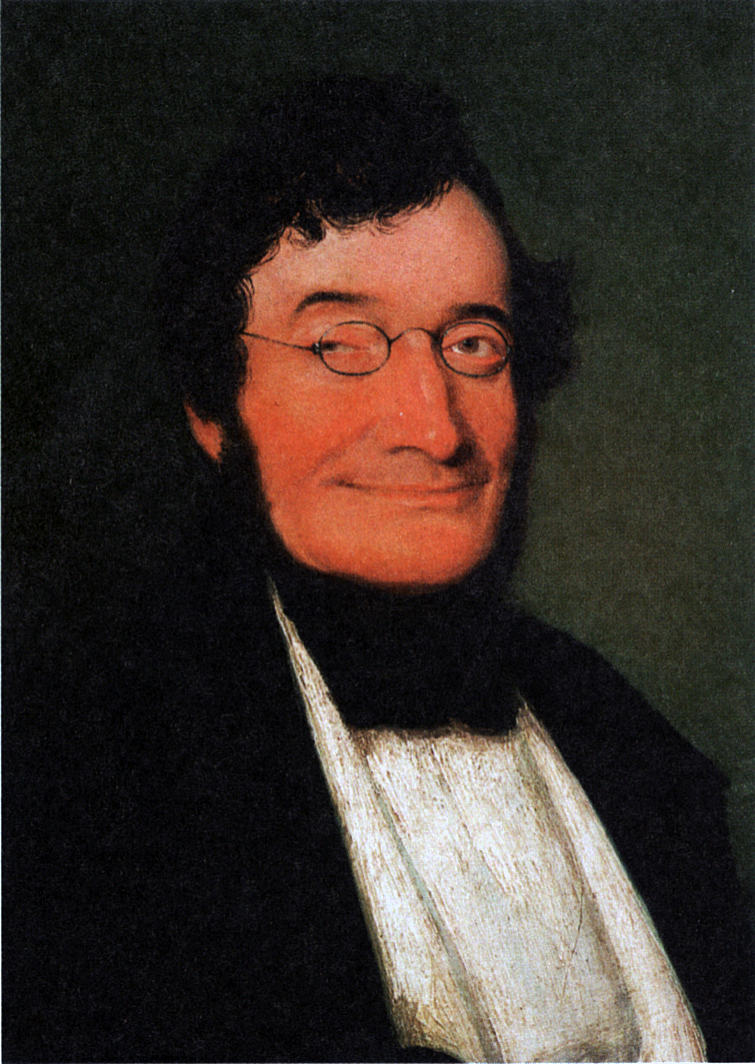
ニコラウス・ヨハン・ヴァン・ベートーヴェン

ニコラウス・ヨハン・ヴァン・ベートーヴェン（Nikolaus Johann van Beethoven、1776年10月2日 - 1848年1月12日）は、ドイツ・オーストリアの薬剤師で、兄は作曲家のルートヴィヒ・ヴァン・ベートーヴェン。

## 生涯
1776年、ケルン大司教領のボンにおいて、音楽家ヨハン・ヴァン・ベートーヴェンの子として生まれた。1795年、革命フランス軍のボン占領から逃れるようにして、3年前に兄が夢と希望を胸に抱いてやってきたオーストリアのウィーンへやってきて、薬剤師の見習いとして働くようになる。
その後、薬剤師となり、妻をめとり、リンツ近郊に住んだ。
1815年の次兄の死後、兄ルートヴィヒと甥のカール、そして未亡人ヨハンナとの家族問題に関わった。主にヨハンナ側の弁護につき、兄に向かって反対の意見を飛ばしたりすることもしばしばだった。
1826年の9月、グナイクセンドルフにあるヨハンの家に、自殺未遂後の療養のため、甥カールが、ルートヴィヒと共にやって来た。2週間の滞在予定だったはずが、2ヶ月以上にわたって滞在したので、ヨハンはルートヴィヒに対して苦言を呈し、ルートヴィヒたちはウィーンへ帰らざるを得なくなった。その後、ルートヴィヒは病気にかかり、1827年の3月26日にこの世を去った。その数日前から、ヨハンは兄の弟子のシンドラーや親友のシュテファン・フォン・ブロイニングらと墓地探しへと向かっていた。
兄の死後しばらくは遺品を整理する日々が続いたが、ある日突然、近年俗に「不滅の恋人への手紙」と言われている手紙や肖像画類等を発見した。これには皆が驚いたが、今でも謎は多い。
1848年の1月、71歳で死去。兄ルートヴィヒの死から21年後のことだった。